# Avonmore (album)
Avonmore je studiové album anglického zpěváka Bryana Ferryho. Vydáno bylo 17. listopadu roku 2014 společností BMG. Producentem alba byl Ferry spolu se svým dlouholetým spolupracovníkem Rhettem Daviesem. Na některých písních se dále jako producent podílel ještě Johnson Somerset. Závěrečnou „Johnny and Mary“ produkoval norský diskžokej Todd Terje. Stejná píseň vyšla zároveň na Terjeho sólovém albu. Jde o coververzi písně od Roberta Palmera. Kromě zbylých osmi originálních písní se na desce nachází ještě jedna coververze – sice „Send in the Clowns“ od Stephena Sondheima.

## Seznam skladeb
| Pořadí | Název                 | Autor                  | Producenti                            | Délka |
| ------ | --------------------- | ---------------------- | ------------------------------------- | ----- |
| 1.     | Loop De Li            | Bryan Ferry            | Ferry, Rhett Davies, Johnson Somerset | 4:18  |
| 2.     | Midnight Train        | Ferry                  | Ferry, Davies, Somerset               | 3:49  |
| 3.     | Soldier of Fortune    | Ferry, Johnny Marr     | Ferry, Davies                         | 4:25  |
| 4.     | Driving Me Wild       | Ferry                  | Ferry, Davies                         | 3:37  |
| 5.     | A Special Kind of Guy | Ferry                  | Ferry, Davies                         | 3:14  |
| 6.     | Avonmore              | Ferry, Oliver Thompson | Ferry, Davies                         | 5:13  |
| 7.     | Lost                  | Ferry                  | Ferry, Davies                         | 2:47  |
| 8.     | One Night Stand       | Ferry                  | Ferry, Davies, Somerset               | 5:05  |
| 9.     | Send in the Clowns    | Stephen Sondheim       | Ferry, Davies                         | 4:02  |
| 10.    | Johnny and Mary       | Robert Palmer          | Todd Terje                            | 6:47  |

## Obsazení
- Bryan Ferry – zpěv, klávesy
- Johnny Marr – kytara
- Nile Rodgers – kytara
- Neil Hubbard – kytara
- Chris Spedding – kytara
- Jeff Thall – kytara
- Jacob Quistgaard – kytara
- Oliver Thompson – kytara
- David Williams – kytara
- Steve Jones – kytara
- Mark Knopfler – kytara
- Marcus Miller – baskytara
- Michael „Flea“ Balzary – baskytara
- Guy Pratt – baskytara
- Paul Turner – baskytara
- Neil Jason – baskytara
- Chris Laurence – kontrabas
- Tom Wheatley – kontrabas
- Tara Ferry – bicí
- Andy Newmark – bicí
- Cherisse Osei – bicí, perkuse
- Frank Ricotti – perkuse
- John Moody – hoboj
- Richard White – saxofon
- Robert Fowler – saxofon
- Maceo Parker – saxofon
- Iain Dixon – saxofon
- Enrico Tomasso – trubka
- Paul Beard – klávesy
- Colin Good – klavír
- Todd Terje – programování, syntezátor
- Fonzi Thornton – doprovodné vokály
- Ronnie Spectorová – doprovodné vokály
- Laura Mann – doprovodné vokály
- Hanne Hukkelberg – doprovodné vokály
- Emily Panic – doprovodné vokály
- Shar White – doprovodné vokály
- Michelle John – doprovodné vokály
- Sewuse Abwa – doprovodné vokály
- Hannah Khemoh – doprovodné vokály
- Jodie Scantlebury – doprovodné vokály
- Bobbie Gordon – doprovodné vokály